# Zdeněk Řezáč
Zdeněk Řezáč (21. června 1922 Bělehrad – 30. srpna 1943 Beaulieu) byl český radiotelegrafista a palubní střelec 311. československé bombardovací perutě.

## Život

### Před druhou světovou válkou
Zdeněk Řezáč se narodil 21. června 1922 v Bělehradu, hlavním městě Království Jugoslávie. Jeho otec byl zaměstnancem Ministerstva zahraničních věcí. Žil v Praze a stal se činovníkem Skauta. Vystudoval gymnázium. Ovládal francouzštinu, angličtinu, rumunštinu a srbštinu.

### Druhá světová válka
Po německé okupaci v březnu 1939 opustil Zdeněk Řezáč Protektorát Čechy a Morava a na přelomu června a července téhož roku se dostal do Bukurešti. Zde s Milanem Píkou spolupracoval na akcích pro československé občany. Oba opustili Rumunsko 28. března 1940 odpluli do Bejrútu, kde se na československém konzulátu 8. dubna přihlásili do Československé armády v zahraničí. Z Bejrútu pokračovali do Marseille, kde se hlásili 14. dubna. Ani jednomu nebylo v té době ještě osmnáct let a tak jim bylo doporučeno přihlásit se k aktivní službě až po dovršení tohoto věku a nastoupili studijní dovolenou s pobytem na československém velvyslanectví v Paříži. Zde bydleli u matky Milana Píky. Po pádu Francie v červnu 1940 se přes přístav Capbreton u Bordeaux evakuovali do Spojeného království, kde 11. července vstoupili do Royal Air Force. Po prvotním výcviku působil Zdeněk Řezáč u 310. československé stíhací perutě jako mechanik. V roce 1941 nastoupil do kurzu pro radisty a palubní střelce a k 31. prosinci 1942 nastoupil k 311. československé bombardovací peruti. Dne 30. srpna 1943 vzlétl ke cvičnému letu na stroji Consolidated B-24 Liberator GR Mk.V BZ785 L pod velením Emila Palichleba. Letoun havaroval v blízkosti letiště v Beaulieu a většina posádky včetně Zdeňka Řezáče zahynula. Pohřben byl na hřbitově v Brookwoodu. Na přání rodiny byly jeho ostatky v roce 1947 exhumovány, zpopelněny, přepraveny do vlasti a pohřbeny na Bubenečském hřbitově.

## Ocenění

### Vyznamenání
- Československá medaile za zásluhy I. stupně
- Pamětní medaile československé armády v zahraničí

### Posmrtná ocenění
- Zdeněk Řezáč byl v roce 1991 in memoriam povýšen do hodnosti podplukovníka